# Nathalie Moellhausen
Nathalie Moellhausen (n. 1 decembrie 1985, Milano, Italia) este o scrimeră italiano-braziliană specializată pe spadă, campioană mondială pe echipe în 2007 și campioană europeană pe echipe în 2009 pentru Italia. Din anul 2014 reprezintă Brazilia.

## Legături externe
- Prezentare Arhivat în 10 august 2014, la Wayback Machine. la Confederația Europeană de Scrimă
- Prezentare Arhivat în 4 martie 2016, la Wayback Machine. la Comitetul Olimpic Italian
- en Nathalie Moellhausen la Olympedia.org